# Dan Wolman

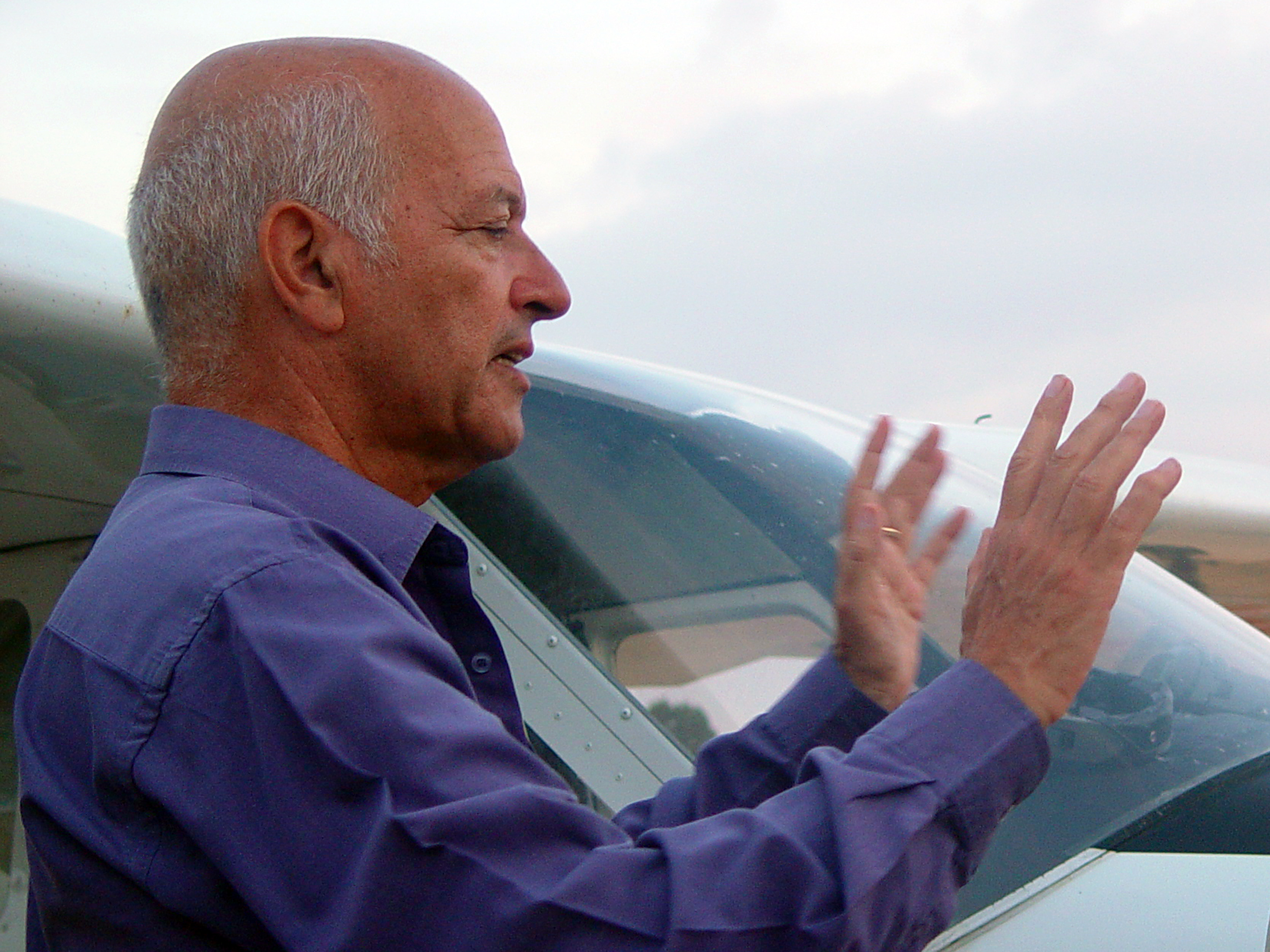
Dan Wolman, 2008

Dan Wolman, hebräisch דן וולמן; (* 28. Oktober 1941 in Jerusalem) ist ein israelischer Regisseur.

## Biografie
Dan Wolman wurde in Jerusalem im damaligen britischen Mandatsgebiet Palästina geboren. Sein Vater war der Neuropathologe Moshe Wolman, Erstbeschreiber und Namensgeber der Wolman-Krankheit. Einen Teil seiner Kindheit verbrachte Dan Wolman in Äthiopien. Er studierte zwischen 1962 und 1965 Film am City College New York und zwischen 1965 und 1968 an der New York University.
1974 und 1978 lehrte Wolman an der School of Visual Arts und an der New York University. 1981 lehrte er Drehbuch und Produktion an der Universität Tel Aviv. Wolman war Juror bei mehreren internationalen und israelischen Filmfestivals.
Eines der zentralen Themen Wolmans ist die Kernfamilie. Beispiele sind „My Michael“, die Verfilmung eines Buches von Amos Oz über ein Ehepaar, und „Foreign Sister“, in dem es um eine israelische Bürgerfamilie geht, die einen ausländischen Arbeiter aus Äthiopien aufnimmt.

## Auszeichnungen
Wolman erhielt beim Jerusalem Film Festival einen Lifetime Achievement Award und beim Chicago International Film Festival den Silver Hugo Award für seine „einzigartige Vision und innovative Arbeit“. Im Januar 2015 wurde ihm der Arik-Einstein-Preis für seine Leistungen und seinen Beitrag zum israelischen Kino und zur israelischen Kultur verliehen. 2016 gewann er den Ophir Lifetime Achievement Award der israelischen Filmakademie. Er wurde 2018 beim indischen Internationalen Filmfestival Indien IFFI in Goa mit dem Lifetime Achievement Award ausgezeichnet.

## Filmografie
- 2022: Judas (hebräischer Originaltitel: „Habsora al pi Yehuda“, wörtlich „Das Evangelium nach Judas“) nach dem gleichnamigen Roman von Amos Oz.[3]
- 2017: An Israeli Love Story.
- 2016: Sipur Ahava Eretz-Israeli.
- 2015: The Director’s Angst.
- 2010: Valley of Strength nach Shulamit Lapid.
- 2006: Tied Hands.
- 2003: Ben’s Biography
- 2001: Treasures of the Red Sea.
- 2000: Foreign Sister.
- 1994: The Distance.
- 1985: Eis am Stiel 6 – Ferienliebe.
- 1984: Soldier of The Night.
- 1983: Eis am Stiel 5 – Die große Liebe
- 1982: Nana nach Émile Zola.[4]
- 1980: Versteckspiel.[5]
- 1974: Mein Michael nach Amos Oz.[6]
- 1972: Floch.
- 1971: Maid in Sweden.
- 1970: The Dreamer.

Fernsehfilme
- 1976: The Story of Bash nach Isaac Bashevis Singer.
- 1977: Gimpel the Fool nach Bashevis Singer.
- 1989: Stempenyu nach Sholem Aleichem.
- 1992: Mivchan Magen nach Aliza Olmert.
- 1993: Scape Goat nach Eli Amir.
- 1999: Protected Species.

Kurzfilme
- 1965: The Living.
- 1966: Habit.
- 1968: The Race.
- 1968: The Gospel.
- 1978: The National Poet nach Hanoch Levine.
- 2011: Gei Oni.

Dokumentarfilme
- 1968: Saffed.
- 1970: Men of the Holly Mountain.
- 1978: To touch a city – Jerusalem.
- 1981: Big days small stories
- 1991: Mosaic – Die Geschichte von Bet She'an.
- 1997: Reuven Shiloah – über Re’uwen Schiloach.
- 2001: Yitzhak Sade – über Jitzchak Sadeh.
- 2007: Spoken with Love. Offizielle Auswahl auf dem Filmfestival DocAviv.
- 2010: Yolande – An Unsung Heroine.
- 2016: Loving Eyes – über Werner Braun.
- 2023: The children of Sally Bein[7]

## Theater
- 1982 Bells in Jerusalem. Khan-Theater Jerusalem.
- 1983 She wasn’t there (mit Blanca Metzner). Tzavta-Theater Tel Aviv.[8]
- 1991 Ben’s Biography. Theaterneto Tel Aviv, Edinburgh International Festival.
- 2004 Yadja (mit Blanca Metzner). Festival von Avignon